# Elecciones parlamentarias de Costa de Marfil de 1952
Elecciones de Asamblea Territorial tuvieron lugar en Costa de Marfil francesa el 30 de marzo de 1952. El resultado fue una victoria para el Partido Democrático de Costa de Marfil - Agrupación Democrática Africana, el cual obtuvo 28 de los 50 asientos.

## Resultados
| Partido                                                                  | Votos         | %             | Escaños       |
| Primer centro                                                            | Primer centro | Primer centro | Primer centro |
| ------------------------------------------------------------------------ | ------------- | ------------- | ------------- |
| Unión Francesa de Acción Económica y Social                              | 1 765         | 60,9          | 13            |
| Agrupación del Pueblo Francés                                            | 339           | 11,7          | 2             |
| Sección Francesa de la Internacional Obrera                              | 40            | 1,4           | 0             |
| Otros                                                                    | 755           | 26,0          | 3             |
| Votos en blanco/nulos                                                    |               | –             | –             |
| Total                                                                    | 2 899         | 100           | 18            |
| Electores registrados/participación                                      | 7 885         |               | –             |
| Segundo centro                                                           |               |               |               |
| Partido Democrático de Costa de Marfil - Agrupación Democrática Africana | 66 838        | 71,9          | 28            |
| Partido de la Unión Francesa de Costa de Marfil                          | 22 278        | 24,0          | 4             |
| Otros                                                                    | 3 793         | 4,1           | 0             |
| Votos en blanco/nulos                                                    |               | –             | –             |
| Total                                                                    | 92 909        | 100           | 32            |
| Electores registrados/participación                                      | 203 174       |               | –             |
| Fuente: Sternberger et al.                                               |               |               |               |